# Paulding (Ohio)
Pour les articles homonymes, voir Paulding.
Paulding est une ville de l'État de l'Ohio, aux États-Unis. Elle est le siège du comté de Paulding.

## Géographie
Selon les données du Bureau du recensement des États-Unis, Paulding a une superficie de 6,2 km2 (soit 2,4 mi2), dont 5,9 km2 (soit 2,3 mi2) en surfaces terrestres et 0,3 km2 (soit 0,1 mi2) en surfaces aquatiques.
Le territoire de Paulding est presque entièrement enclavé dans celui de Paulding Township, et une petite partie est à cheval sur le territoire de Jackson Township.

## Démographie
Paulding était peuplée, lors du recensement de 2000, de 3 595 habitants.

## Personnalités liées
- Jesse B. Jackson (1871-1947), diplomate américain y est né